# Айдар (селище)
Айда́р (до 2024 року — Новопско́в, до 1829 року — Закам'янка) — селище в Україні, адміністративний центр Новопсковської селищної громади Старобільського району Луганської області.
Селище постраждало внаслідок геноциду українського народу, вчиненого урядом СРСР у 1932—1933 роках, кількість встановлених жертв — 102 людей.

## Географічне розташування
Айдар знаходиться у межиріччі Айдара та Кам'янки (басейн Сіверського Дінця), за 751 км від Києва, 135 км від Луганська, 91 км від м. Сіверськодонецьк, 38 км від м. Старобільськ і близько 35 км від українсько-російського кордону. Площа 13,9 км2.
Через селище проходить два автошляхи територіального значення: Т 1302 та Т 1307

## Населення
Населення: 9489 осіб станом на 2021 рік, 9859 осіб (2016 рік), 9868 осіб (2015 рік), 9891 (2014 рік) за даними Головного управління статистики в Луганській області; 10115 осіб (2001 рік) за даними перепису населення 2001 року; 9062 осіб — за даними перепису населення 1989 року; 4094 особи (1914 рік); 2614 осіб (1885 рік).

### Мова
Розподіл населення за рідною мовою за даними перепису 2001 року:
| Мова       | Відсоток |
| ---------- | -------- |
| Українська | 84,42 %  |
| Російська  | 15,39 %  |
| Інші       | 0,19 %   |

## Назва
Перша назва — Закам'янка, утворена від найменування річки Кам'янка і прийменника «за». Використання прийменника мотивується розташуванням села (за річкою).
У 1829 році на цій території був розквартирований Псковський полк 2-ї кірасирської дивізії. Відтоді назву полку було перенесено на поселення, яке стало називатися Ново-Псковом. Перша частина назви, слово «Ново», вказує на традицію утворення назв військових поселень.
10 квітня 2024 року Комітет Верховної Ради України з питань організації державної влади, місцевого самоврядування, регіонального розвитку та містобудування підтримав перейменування селища на Айдар. 19 вересня 2024 року Верховна Рада підтримала перейменування Новопскова на Айдар. 26 вересня 2024 року перейменування набуло чинності.

## Історія

#### Заснування
Населений пункт виник у 1-й половині 17 століття під назвою Закам'янка (історичною датою утворення прийнято вважати 1637). У 1708 році мешканці брали участь у повстанні під проводом К. Булавіна, за що козаки Ізюмського слобожанського полка вщент зруйнували поселення. Донським козакам було заборонено селитися в цих краях.
Участь запорізьких та слобідських козаків у придушенні Булавінського повстання надовго ускладнила їхні стосунки з донськими козаками.
1732 за наказом Воронезької губернської канцелярії його відновили козаки Острогозького полку на чолі з сотником Я. Ємановим.
Між Осиновим та Закам'янкою було споруджено два дерев'яні мости: Великий — через Айдар, та Малий — через Кам'янку. Неподалік Великого моста було насипано кам'яну плотину, на якій встановлено двоповерховий млин, який належав сотникові. Козаки зробили те ж саме в районі Малого моста. Третій міст було споруджено через струмок, який розділяв Закам'янку на дві частини. Ці мости стали основою забудови села. Першою виникла вулиця, яка вела від Великого моста, до містка, спорудженого через струмок. Потім з'явилися двори з іншого боку струмка, внаслідок чого село почало витягуватися в бік Старобільська. З часом з'явилася друга вулиця, яка теж починалася від Великого мосту. Пізніше між цими двома вулицями з'явилися провулки. Для кращого адміністративного поділу Закам'янку було розподілено на сотні. Першою стала Ємановська сотня, жителі якої займали територію в межиріччі Айдара та Кам'янки до струмка, який протікав через центр села. Далі на схід селилися козаки другої та третьої сотні.
В 1765 році, коли слобідські полки було розформовано, їхній рядовий склад був позбавлений козацьких привілеїв і перетворився на казенних (державних) селян, яких ще в деяких документах називали «військовими обивателями». Лише невелика частина колишніх козаків залишилася на службі в складі знову сформованого Острогозького гусарського полку, командиром якого було призначено Івана Сатіна. Острогозькі гусари брали участь в російсько-турецькій війні 1768—1774 років.
Після зруйнування Запорізької Січі в 1776 році, більшість її мешканців пішли по Дніпру на південь, але були й такі, що з'явилися на Айдарі, в тому числі і в Закам'янці.
Наприкінці XVIII століття на землі в районі Закам'янки претендував Старобільський монастир. Ієрархи місцевого духовенства почали листування зі світською владою, які були проти такої ідеї. Справа дійшла до Петербурга. І тільки остаточна негативна резолюція Павла І вирішила цю справу.
На початок ХІХ століття Закам'янка стала сформованим селом з населенням більше, ніж дві тисячі осіб. Селянські будинки були дерев'яними під солом'яним дахом. Сараї та погреби будували з каміння, яке у великій кількості добували з кар'єрів на лівому березі річки. Навіть огорожу будували з каміння, висота огорожі нерідко досягала зросту людини. На ріці працював млин. Навколо села були величезні поля, на яких вирощували пшеницю та інші сільськогосподарські культури.
З 1796 по 1835 роки Новопсков у складі Слобідсько-Української губернії; з 1835 по 1920 роки — Харківської губернії; з 1797по 1923 роки — Старобільського повіту.

#### Центр військових поселень на Айдарі
В середині 20-х років ХІХ століття, коли почали формуватися військові поселення на території Харківської губернії, військове керівництво звернуло увагу на територію в межиріччі Айдара та Кам'янки, а саме на Закам'янку. Було прийнято рішення перетворити село на зразкове військове поселення, де розмістили штаб і 3-й ескадрон Псковського кірасирського полку. Першими на місцевість прибули військові інженери, які зняли план місцевості. Вивчивши план та ознайомившись із забудовою села, вирішили поєднати нову забудову зі старою, але так, щоб дотриматись основних вимог до військових почелень, тому спочатку розмітили широку пряму головну вулицю, яка розділяла ділянку на дві приблизно однакові частини. Потім розмітили другу вулицю та провулки, вздовж яких повинні були розташовуватися будинки поселенців. В північно-західній частині поселення, майже на в'їзді, залишили місце для площі (плацу), на якій мала з'явитися церква. В цьому районі відводилися ділянки під будівлі полкового управління, полкових служб та будинки керівного складу.
Навесні 1829 року в Закам'янку прибув ескадрон Псковського кірасирського полку, який став табором на околиці села. Разом з військовими прибули військові чиновники та землевпорядники. Вони розписали казенну землю по селянських дворах та закріпили за ними солдат для надання допомоги «власникам». Селянам видали зерно та визначили терміни початку та завершення польових робіт. Того року польові роботи вперше почалися під звук труби та під командуванням офіцерів. Коли почали складати рапорт про завершення посівної, хтось із присутніх запропонував перейменувати Закам'янку на Новопсков. Ідея сподобалася всім, і відразу було написано прохання на ім'я Аракчеєва, який дозволив перейменувати село. Так колишня Закам'янка стала Ново-Псковом.
Подальший розвиток Новопскова відбувався доволі бурхливо. За десять років було збудовано кам'яну Миколаївську церкву, кардегердію, караульне приміщення, гауптвахту, полкові склади, будинок для полкового командира, декілька будинків для офіцерів та виконавців робіт, а також 30 будинків для поселенців та солдат. Для виконання такого великого обсягу робіт в слободі було поселено півроту робочого батальйону № 2, збудовано невелий цегляний завод та завод, який виготовляв черепицю. В перші роки утримання особового складу полка та будівництва велося за рахунок бюджету воєнного міністерства, та вже в наступні доля місцевих ресурсів складала 20-25 %. Різко припинилося надходження з казни на харчування поселенців та утримання стройових коней, будівництво приміщень і мостів, ремонт та утримання доріг. В цей час населення в Новопскові зросло до чотирьох тисяч осіб. Керівництво поселення часто зловживало службовим становищем. Деякі офіцери та воєнні чиновники ставилися до рядових поселенців, як до своїх кріпаків. Деякі начальники будували для себе літні дачі на околиці Новопскова. Ці дачі мало чим відрізнялися від поміщицьких маєтків: там були будинки для проживання панів та прислуги, конюшні, скотний двір, псарня, лазня та інші будівлі. Навколо насаджували сади та облаштовували городи. Особливо багато таких дач було на берегах Айдара та Кам'янки. Для обслуговування дач та роботи на скотному дворі направлялися солдати та поселенці, які переходили у повну власність до управляючого і перебували в становищі кріпаків. За найменшу провину вони отримували фізичні покарання, а чоловіків навіть могли прогнати крізь стрій. Із забудівлею Новопскова були теж проблеми. Під час розмітки деяких вулиць та городів землевпорядники не врахували розливу повеневих вод, тому після сніжної зими ці ділянки часто були затопленими. Тільки в 1846 році одна з комісій звернула увагу на цей факт. Почалося службове листування, яке затяглося на сім років. І аж в 1853 році було складено і затверджено новим міністром, князем Долгоруковим, новий план забудови Новопскова. Але через те, що Псковський кірасирський полк відбув на Кримську війну, а також було скасовано воєнні поселення, цей план не було реалізовано. Та все ж він дає можливість побачити, яким був Новопсков 170 років тому. На той час в Новопскові біля церкви було споруджено кам'яну дзвіницю та додатково збудовано 22 крейдяних будинки для полкових офіцерів, кам'яні конюшні для коней, манеж для верхової їзди, приміщення для зберігання зброї та амуніції, госпіталь для особового складу, лазарет для коней з ветеринарною аптекою та приміщення для хворої худоби, лазня, приміщення для пожежної команди, тік для обмолоту зерна, приміщення для запасного хлібного магазину, приміщення для школи воєнних кантоністів, більше ста поселенських (солдатських) будинків. Початок Кримської війни та відхід Псковського кірасирського полку відразу превели життя Новопскова в нове русло. Населення Новопскова зменшилася до трьох тисяч, серед них чільне місце займали священник та відставні солдати, які залишилися доживати віку в цьому селі. Багото з них мали сім'ї, займалися сільським господарством чи ремеслом, деякі намагалися займатися торгівлею. Саме ці люди стали активною рушійною силою в селі після реформи 1861 року. Протягом 25-річного періоду в історії Новопскова, як воєнного поселення, змінився звичний уклад селянського життя, відбулася повна реконструкція села. З того часу в архітектурі Новопскова з'явилася церква, кам'яні та крейдяні будинки, а в складі населення, окрім селян, ремісники та навіть купці.
В 1864 році в Новопскові було відкрито церковно-парафіяльну школу. В 1885 році в селі був 421 двір, проживали 2614 осіб. У цей період збирали 3 ярмарки на рік. В 1914 році кількість мешканців зросла до 4094 осіб. Тривалий час Новопсков належав до Осинівської волості (1923 року до неї приєднано Пісчанську волость та утворено Осинівський район).

#### Церква Святого Миколая Угодника
Окрасою дореволюційного Новопскова була його головна церква Святого Миколая Угодника. Її було збудовано на пожертви місцевих поміщіків, офіцерів та воєнних поселенців протягом 1829—1831 рр. Це була велична споруда. На стіні церкви було встановлено меморіальну дошку з іменами воїнів, які загинули під час російсько-японської війни (32 чоловіки). На стелі під куполом найбільшої частини храму було намальовано небо, всіяне зірками. У східній частині — сонце, яке сходить; у південній — в хмарах та сяючому ореолі сяюча Богоматір з омофором в руках, яким прикриває землю від всякого зла. Обабіч неї на стінах у повний зріст — великомученики: ліворуч — Олександр Невський, праворуч — Георгій Побідоносець. В церкві також були зображення святого князя Володимира апостолів Марка, Мефодія, Луки, Іоанна, біблійні сюжети. В центрі храма стояв великий аналой, накритий червоною шовковою скатертиною. Навколо аналоя — три круглих металавих стовпчики, які були розраховані на сто свічок кожен. На кліросі під керівництвом регента стояв хор. Церкву було частково зруйновано в роки Другої світової війни: на дзвіниці знаходилися фашисти, тому артилерія била прицільно саме по церкві. В середині 50-х років ХХ століття церкву було повністю зруйновано під час антирелігійної кампанії, проте в 70-80-х роках ХХ століття в Новопскові ще залишалися рештки церковної огорожі з релігійною символікою.

#### Династія купців Іванових
До нашого часу в Новопскові збереглися декілька будівель другої половини ХІХ століття. На вулиці Українській будинки № 23, № 25 відомі як «будинки купця Іванова». В будинку № 25 до революції жила сім'я купця. Після подій 1917 року в будинку знаходились Новопсковський ревком, штаби німецьких окупаційних військ та дивізії гайдамаків, а потім знову райком компартії та інші організації радянської влади. В січні 1943 року в будинку знаходився штаб Південно-Західного фронту, частини якого звільняли Новопсковський район від німецько-фашистських загарбників.
За спогадами місцевих жителів, вже наприкінці 30-х років ХІХ століття купець Іванов, який мав на той час в Новопскові два будинки, один з яких був навіть під залізним дахом, збудував між ними дерев'яний магазин, накритий очеретом. Під магазином знаходився підвал, в якому виготовляли горілку. Очевидно, цей купець і став засновником цілої династії Іванових, яка на кінець ХІХ століття здійснювала не тільки торгові операції, але й виробництво промислової та сільськогосподарської продукції. Про бурхливу діяльність Іванових свідчать назви багатьох місць. Так, в селі на пачатку ХХ століття був Івановський провулок, де знаходились будинок та крамниця торговця. Вздовж всього провулка за кам'яною огорожею знаходився «Івановський план», забудований підвалами, в яких зберігалися різноманітні товари, в тому числі спиртні напої, дьоготь, шкіра, посуд, скло та інші. Там же був невеликий завод з виробництва горілки. Нащадки купця, які наслідували не тільки його капітали а й ділові якості, не тільки зберегли справу, а й значно зміцнили та розширили її. В центрі Новопскова в кінці ХІХ століття знаходились універсальний магазин Івана Петровича Іванова, магазин скоб'яних та шкіряних товарів Федора Івановича Іванова. Іванови не тільки займалися активними торговельними операціями, але й були землевласниками. Вони також займалися відгодівлею та продажем худоби. Засновник династії купців Іванових займався благодійністю. Він брав участь у зведенні Новопсковської церкви, а в подальшому надавав допомогу на її обладнання та проведення ремонтних робіт. Ця церква мала два невеликих цехи де виготовляли свічки та проскури. Ці цехи потребували постійної матеріальної підтримки, яку надавав купець Іванов. Його нащадки також займалися благодійністю. І. П. Іванов надавав допомогу розвитку земських закладів в Новопскові. До наших днів в центрі Новопскова зберігся комплекс будівель колишньої земської лікарні (районна публічна бібліотека). Цеглу на будівництво надав І. П. Іванов зі свого заводу. З «івановської» цегли було збудовано земську школу (будинок № 26 на вулиці Українській). І. П. Іванов був освіченою, цивілізованою, прогресивною для свого часу людиною. В своїй діяльності він керувався не тільки бажанням збільшити власний капітал, але й прагненням сприяти розвитку Новопскова, надати допомогу його жителям. Прізвище Іванових було на меморіальній дошці храму Святого Миколая Угодника. Як склалася доля нащадків Іванових точно не відомо. Є дані, що один з братів залишився в рідному селі та був репресований.

#### Роки становлення радянської влади
4 січня 1918 року в Новопскові було встановлено радянську владу. Сільський ревком, який очолив М. А. Старцев, негайно розпочав конфіскацію поміщицьких земель та їх розподіл серед безземельних та малоземельних селян. Ревком реквізував у багачів також тяглову силу (коней та биків) на користь найбідніших селян та армії. Радянська влада протрималась в Новопскові недовго. В кінці квітня 1918 року край захопили німецькі війська разом з загонами П. П. Скоропадського. Потім в село увійшли петлюрівці, а після них в жовтні — донські козаки генерала П. Н. Краснова.
У січні 1919 року Новопсков опинився в руках командування Червоної Армії. У липні їх витіснили війська Добровольчої армії генерала Денікіна. А вже наприкінці 1919 року Новопсков остаточно став радянським після того, як до нього вступили частини Першої кінної армії С. М. Будьонного. Такі часті зміни влади нанесли значних збитків селянським господарствам. Радянська влада дала селянам землю, але працювати на нійбуло нікому і нічим. З метою об'єднання зусиль декількох селянських господарств у 1920 році було створено комнезем, першим головою якого став Іван Кирилович Ізюмський, а пізніше — Єгор Семенович Шаров. Цього ж року було здійснено перерозподіл землі між жителями Новопскова. Землю отримали всі селянські родини з розрахунку 1 десятина 15 сажнів на кожного їдця. На фронтовиків, які до того часу ще не повернулися додому, землю не нарізали. Селяни, які отримали землю, особливо бідняки, не мали чим її обробляти. Якщо на 69 «куркульських» господарств припадало 309 голів худоби, то на 672 селянських господарства — тільки 380 коней та 321 пара волів. Тож біднякам залишалося або йти в кабалу до багатих односельців, або забрати силою в них їхнє майно. Радянська влада віддавала перевагу другому шляхові вирішення селянської проблеми. Тому було оголошено боротьбу з «куркулями». Особливо гостру боротьбу з «куркульством» вів комнезем в голодному 1921 році, коли бідняки змушені були брати в борг насіння чи гроші у заможних односельців і потрапляли в ще скрутніше становище. При цьому сама держава була не в змозі допомогти селянству матеріально, але вимагала від нього обов'язкової сплати податків, обравши провідником своєї політики різні прорадянські організіції в селі. Було зручно руками одних селян грабувати інших, незважаючи на те, що при цьому відбувався стрімкий процес розорення сільського господарства. Паралельно зі знищенням «куркулів» відбувався процес об'єднання зусиль селянства для спільного обробітку землі. В 1922 році при комнеземі буи організовані дві кооперативні спілки, кожна з яких відкрила свій магазин, в якому продавався сільськогосподарський інвентар. Пізніше було створено кредитну спілку, яка надавала товар селянам в розстрочку. Перший кооперативний рух заохочувався радянською владою. 8 січня 1926 року 16 родин найбідніших селян вирішили створити машинно-тракторне товариство «Червоний незаможник». Під цю назву селяни розраховували отримати від держави трактори та інші сільськогосподарські машини. Вступити до товариства могли всі бажаючі до початку посівної. Весь прибуток збиралися ділити між учасниками товариства та відповідно до їхньої особистої праці на користь товариства. Одиницею обліку обрали світловий день, який можна було ділити на половину та четвертину. Головою товариства обрали Стефана Григоровича Попова. Ідея була гарна, але не підкріплювалась матеріально. Отримати від держави трактор виявилося важкою справою, а купити не було за що. Тому довелося прейменувати господарство в товариство по спільному обробітку землі (ТСОЗ). До нього увійшли ті ж 16 родин. 7 квітня 1926 року був перший день посівної. В поле вийшли три плуга та дві борони. На кожен плуг було по одній коняці та дві корови. За кожним плугом ішов сіяч. За десять днів вдалося засіяти 10 десятин. Восени з цього поля було зібрано 270 пудів соняшника, які за домовленістю здали Новопсковській кредитній спілці. 2 січня 1927 року було прийнято Устав товариства, до якого вступили ще декілька родин. Але в селі ще залишалося багато одноосібників, які намагалися самостійно вести своє господарство. Але така політика не відповідала лінії Комуністичної партії, яка була спрямована на ліквідацію приватної власності. Восени 1929 року було нанесено остаточний удар по сильніших одноосібних господарствах. Багатих господарів, переважно власників хуторів, почали арештовувати та висилати в Архангельську область. Решту «міцних» селянських сімей зібрали разом та вивезли «на Ярки» — пустельну місцевість за вісім кілометрів на південний-схід від Новопскова. Там ці нещасні сім'ї залишили з мінімальними засобами для існування: на родину залишили по одній корові, коня чи пару волів — на декілька сімей. В 1929 році на Ярки було вивезено 12 сімей із Заайдарівки, 4 родини з Пісок та декілька родин з Новопскова. Наступного року туди почали звозити родини з сусіднього Білокуракінського району. Всього на Ярках було зібрано близько ста сімей. В кожної родини був невеликий запас харчів, на всі родини — один колодязь. Незабаром на цьому місці виросло ціле поселення із землянок. В одних жили люди, в інших утримували худобу. Дітям з Ярків дозволили відвідувати сільську школу. Жителі Ярків, які опинилися без продовольчих запасів на зиму, змушені були шукати любу роботу. Багато хто подався на заробітки в Донбас. Але їх, позбавлених документів, відловлювали і по етапу гнали назад. Жителів Ярків, незважаючи на їхні злидні, обкладали жорстокими податками. З кожного двору щорічно 1290 рублів, 75 кілограмів м'яса, а також тону зерна з кожного гектару землі, наданого в оренду. Якщо коштів на сплату податків у родини не вистачало, забирали все майно, а голову родини саджали до в'язниці. Ярки проіснували більше п'яти років, поступово спустошуючись. Багато людей загинуло від голодомору 1933 року, інші при любій можливості тікали з цього страшного місця. Більшість з них переселялися в міста Донбасу, де на шахтах потрібні були робочі руки. Лише не багатьом вдалося повернутися в рідне село, щоб там почати все спочатку. Будинки виселених родин стояли пусткою до 1934 року. Якийсь час місцева влада дозволила жити в них дітям виселенців, які ходили до школи в своїх селах. Та пізніше ці будинки почали віддавати переселенціям з інших місць, безжалісно виганяючи з них дітей. Ці акції інколи носили репресивний характер.
У цей час на території Новопскова успішно розвивався колгосп «Комуна Гігант». В 1935 році колгоспники отримували на трудодні по 200—220 пудів хліба. В 1937 році також отримали багатий урожай. Протягом цього року площа господарства під городом та садом збільшилася з 7 до 40 га. Тільки від реалізації овочів колгосп отримав 35 тисяч рублів прибутку. Покращувалося матеріальне становище колгоспників. В 1938 році в колгоспах ім. Леніна та «Комуна Гігант» вони отримали на трудодні по 300 пудів хліба та по 600—700 рублів грошима. Початок Другої світової війни перервав мирний хід колгоспного життя.
З 5 квітня 1931 року Новопсков став районним центром.

#### В роки Другої світової війни
У перші дні війни було мобілізовано сотні чоловіків з Новопскова. Ті, що залишилися доклали всіх зусиль, щоб зібрати врожай та здати хліб державі. Восени 1941 року, коли виникла загроза фашистської окупації Луганської області, 200 родин (907 чоловік) колгоспників «Комуни Гігант» були евакуйовані до Саратовської області. 10 липня 1942 року Новопсков був окупований німецько-фашистським військами. При цьому відхід радянських військ в районі Новопскова супроводжувався важкими ар'єргардними боями. В бою вище Білого Яру (Ярки) загинуло понад 200 бійців, які були поховані місцевими жителями в безіменній братській могилі. Пізніше, наприкінці 1942 року, на околиці Новопскова з'явилася ще одна братська могила, в якій було поховано екіпаж літака «Іл-2», збитого в повітряному бою над селищем. В перші тижні окупації на території Новопскова було розстріляно 14 членів підпільної групи разом з головою сільської ради Ковальовим. Декілька десятків юнаків та дівчат б вивезли до Німеччини. За порівняно короткий період окупації фашистськими військами було зруйновано 130 господарських приміщень, 138 житлових будинків. В колгоспах залишилися тільки 10 коней, не було ні тракторів, ні автомашин. Фашисти вивезли 550 голів великої рогатої худоби, понад 50 тисяч голів птахів, 11700 центнерів зерна, 2550 центнерів муки, понад 550 центнерів м'яса. Бої за звільнення Новопскова почалися 19 січня силами 267-ї та172-ї стрілкових дивізій, але безуспішно. 21 січня, після перегрупування, наступ відновився. 23 січня о 7:30 ранку Новопсков було повністю звільнено від окупантів. В боях за звільнення Новопскова загинуло 400 радянських воїнів. Всіх їх поховано в братській могилі в центрі селища. На жаль, вдалося встановити тільки імена 110 воїнів. В боях за батьківщину в роки Другої світової війни боролися 1600 жителів Новопскова, з них 200 жінок. Багато з них нагороджені високими урядовими нагородами, а Микола Іванович Шморгун удостоєний звання Героя Радянського Союзу. В Новопскові споруджено меморіал радянським воїнам-визволителям, підпільникам і воїнам-землякам. Є Алея Героїв Радянського Союзу, які народилися у Новопсковському районі.

#### Повоєнні роки
Після звільнення Новопскова від фашистів, головним завданням було відновлення житлового фонду. Відступаючи, гітлерівці спалили багато будинків, інші були зруйновані під час бойових дій. 459 жителів Новопскова залишилися без даху над головою. На перший час погорільців прихистили односельці. Люди розраховували тільки на власні сили, тому дехто переселився в сараї чи погреби біля згорілих будинків, інші викопали землянки і почали відбудовувати свої будинки. Вони збирали цеглу, звозили камінь, глину. Невелику допомогу надала держава. Тому до 1946 року всі двори в Новопскові було відбудовано. В 1947 році було відновлено зруйноване господарство. Колгоспи вийшли на довоєнний рівень по виробництву основної продукції. Постало питання щодо благоустрою сільської місцевості. В першу чергу вирішили почати з будівництва доріг. В 1947 році в Новопскові було створено дорожньо-будівельну організацію «Райавтодор», яка і почала будівництво мостів та доріг.

#### Повоєнні часи
В 1955 році три колгоспи об'єдналися в один імені Леніна з земельним фондом 7947 га. Головою колгоспу став Терентій Гордійович Фесенко. В 50-ті роки в Новопскові активно працював черепичний завод, директор Опанас Васильович Горяінов. В цей час було збудовано районний магазин. В 1953 році на вулиці Леніна (приміщення теперішнього краєзнавчого музею) відкрили першу побутову майстерню, де ремонтували та шили взуття, одяг, ремонтували годинники та прості електропобутові прилади. Щорічно жителі Новопскова потерпали від весняних паводків, які заливали городи та двори. Особливо сильним був паводок 1956 року. Цей рік став знаковим для Новопскова. З 1956 року з появою Новопсковського відділення Дирекції споруджуваних газопроводів він став стрімко розвиватися. Через Новопсковський вузол за добу почали прокачувати понад 200 млн м3 газу. Того ж року було створено організацію «Міжколгоспбуд», яка повинна була задовольняти будівельні потреби Новопскова та району.
З 1957 року Новопсков — селище міського типу. Першим головою селищної ради став Єгор Іванович Недовєсов.
З появою в Новопскові промислових робітників та будівельників постало питання забезпечення продуктами харчування. Необхідні були підприємства, які б давали хліб, молочні продукти. Тому в 1957 році збудовано маслозавод (діяв до 2007 року), відкрито заготівельні пункти, продовольчі крамниці. Цього ж року було виділено з бюджету 4 млн рублів на будівництво Будинку культури.
З 60-х років починає змінюватися зовнішній вигляд селища. Для виконання будівельних робіт в 1964 році створено пересувну механізовану колону № 22. З'являється новий мікрорайон газовиків. На вулиці Леніна збудовано перші двоповерхові будинки; з'являються будівлі підприємств та організацій. В 1969 році на північній околиці Новопскова створено асфальтобетонний завод, дороги отримали асфальтоване покриття. В 1965 році створено автотранспортне підприємство. З'являються автобусні маршрути, які з'єднують Новопсков з селами району та з Луганськом. Збудовано автобусну станцію.
Особливо інтенсивно селище розвивається в 70-ті роки. В першій половині 1970-х років збудовано приміщення районної лікарні. В 1973 році північніше від села Заайдарівки збудовано комбікормовий завод. Цього ж року здано в експлуатацію двоповерховий Будинок побуту. В квітні 1976 року відчинив свої двері піонерський табір «Перлина».
В 1981 році будівельники МПМК № 22 здали в експлуатацію нову будівлю Новопсковської середньої школи. Цього ж року в Газопроводському району починається активне будівництво виробничої бази ПМК-4, житлових будинків для працівників цієї організації. В 1984 році створено нове підприємство — нафтобаза, яка забезпечувала нафтопродуктами всі підприємства та сільські господарства району. З 60-х по 80-ті роки головою Новопсковської селищної Ради працювали П. А. Подлєсной, І. С. Єрохін, А. І. Шестопалов. Ці роки стали роками розквіту селища.

### Незалежна Україна
В 90-ті роки припинили існування багато промислових та сільськогосподарських підприємств; інші змінили власників і різко знизили показники виробництва. Було закрито універмаг, Будинок побуту, державні їдальні та магазини. На зміну їм прийшов стихійний ринок товарів та послуг. Незважаючи на величезні економічні труднощі, керівництво району, селищна адміністрація, керівники деяких організацій продовжували роботу з покращення інфраструткури селища. В 1994 році в мікрорайоні Газопровод було відкрито поліклініку. З 1998 року почала функціонувати азотно-киснева станція та телерадіокомпанія «Спектр». В 1999 році було почато будівництво храму Всіх Святих.
В 2020 році створено прикордонну комендатуру швидкого реагування «Новопсков». Нині Новопсковський промисловий майданчик (підпорядковується Сєвєродонецькому лінійному виробничому управлінню магістральних газопроводів ТОВ «Оператор газотранспортної системи України») — один із найбільших вузлів газотранспортної системи України, через який газ, що поступає з РФ, транспортують на експорт в країни Західної Європи, в промислові та центральні регіони України, а також постачають споживачам кількох районів Луганської області
Функціонують Новопсковський професійний аграрний ліцей, 2 загально-освітніх і 3 дошкільні заклади, школа мистецтв, ДЮСШ, Будинок дитячої і юнацької творчості; Новопсковський краєзнавчий музей, два Центри культури та дозвілля, публічна бібліотека; лікарня, амбулаторія загальної практики сімейної медицини. Є парк «Айдар».
Значних успіхів досягли народний хор «Слобожани» (керівник — заслужений працівник культури України В. Андрущенко), зразковий хор «Сонечко», вокальні ансамблі «Перлина» і «Junior Bomond», фольклорний гурт «Оксамит» (усіма керує заслужений працівник культури України Н. Шморгун). Друкують газету «Перемога».
У жовтні 2015 з Новопсковської селищної й Осинівської сільської (підпорядк. села Ікове, Макартетине, Тев'яшеве, Хворостяне) рад утворено Новопсковську селищну об'єднану територіальну громаду (перша в Україні, 226,04 км2, 12 192 особи, 6 населених пунктів), до якої у червні 2019 зараховано Заайдарівську сільську раду, а у червні 2020 — Ганусівську (Пантюхине, Солоне), Донцівську, Закотненську (Лисогорівка), Кам'янську (Степне), Новорозсошанську, Пісківську (Булавинівка), Риб'янцівську (Писарівка) та Рогівську сільські ради (нині території громади 983,8 км2, мешкають 23 387 осіб, належить 21 населений пункт, зокрема й села Новорозсош і Осинове). За переписом населення 2001, проживали 10 115 осіб (складає 111,6 % до 1989), з них рідною мовою назвали українську 84,4 %, рос. — 15,4 %; станом на 1 січня 2020 — 9554 особи.

### Російсько-українська війна
Під час повномасштабного вторгнення Росії, 5 березня 2022 року в окупованому Новопскові місцеві жителі вийшли на вулицю, аби виступити проти російських окупантів. Ворожі солдати почали стріляти у мирних жителів; троє постраждалих. Після закінчення відеозапису, де російські війська відкрили вогонь по мирним жителям, вони почали стріляти над головами людей, які почали відходити після мітингу. Потім з дверей Поліції вийшло ще більше російських військ, які почали наздоганяти людей і бити їх прикладами від автоматів. Жінка, яка кричала на першому мітингу «Новопсков це Україна» та керувала мітингом отримала черепно-мозгову травму
.
15 січня 2023 року зі сторони гори Пристін (де знаходиться полігон росіян) прилетів снаряд по житловому будинку. Внаслідок цього загибли дві людини (мати та батько), їх син був відправлений у лікарню. Офіційні джерела ЛНР стверджують, що удар нанесла саме Українська сторона з HIMARS.
З 07:00 11 травня 2022 року Оператор газотранспортної системи України (ОГТСУ) повідомив «Газпром», що припинить транзит газу через газорозподільчу станцію «Новопсков», яка знаходиться на окупованій території російськими військами. У той же час російський монополіст «Газпром» заперечує підстави для оголошення українською державною компанією форс-мажору з транзиту і відкидає ідею перенесення випадаючих обсягів на інший маршрут, через Суджу, який запропонувала українська влада. Газорозподільча станція «Новопсков» є першою з компресорних станцій української ГТС на Луганщині, через яку здійснюється транзит майже третини газу до 32,6 млн м³ з Росії до Європи.

## Об'єкти природно-заповідного фонду
- Заповідне урочище «Огидне»
- Заповідне урочище «Луг»
- Комплексна пам'ятка природи місцевого значення «Гора Пристін»[12]
- Санаторій «Перлина»

Охороняють об'єкти природно-заповідного фонду місцевого значення: заказники Айдарський (192 га, іхтіологічний), Новопсковський (1186 га, лісовий), Донцівський (298,5 га), Кам'янський (515,5 га; обидва — ландшафтні), Крейдяні скелі (97,2 га), Новорозсошанський (135,4 га), пам'ятки природи Осинівська (116 га; усі — ботанічні), Осинівські піщаники (5 га, геологічні), заповідні урочища Луг (117 га), Огидне (71 га). Діє популярний у Східній Україні санаторій «Перлина».
Санаторій «Перлина» утворений у грудні 1977 року. Розташований на околиці Айдара, у північно-східній частині Луганської області, у мальовничому сосновому бору, на березі річки Айдар. На правому березі річки «Айдар» знаходяться південні відроги Середньо-руського підвищення. Правий берег річки вкритий лісом, у якому представлені породи листяних дерев. Своїм народженням і славою курорт зобов'язаний лікувальній питній мінеральній воді, хлоридно-натрієвої малої мінералізації 4 г/л, що видобувається з глибини 400 м.

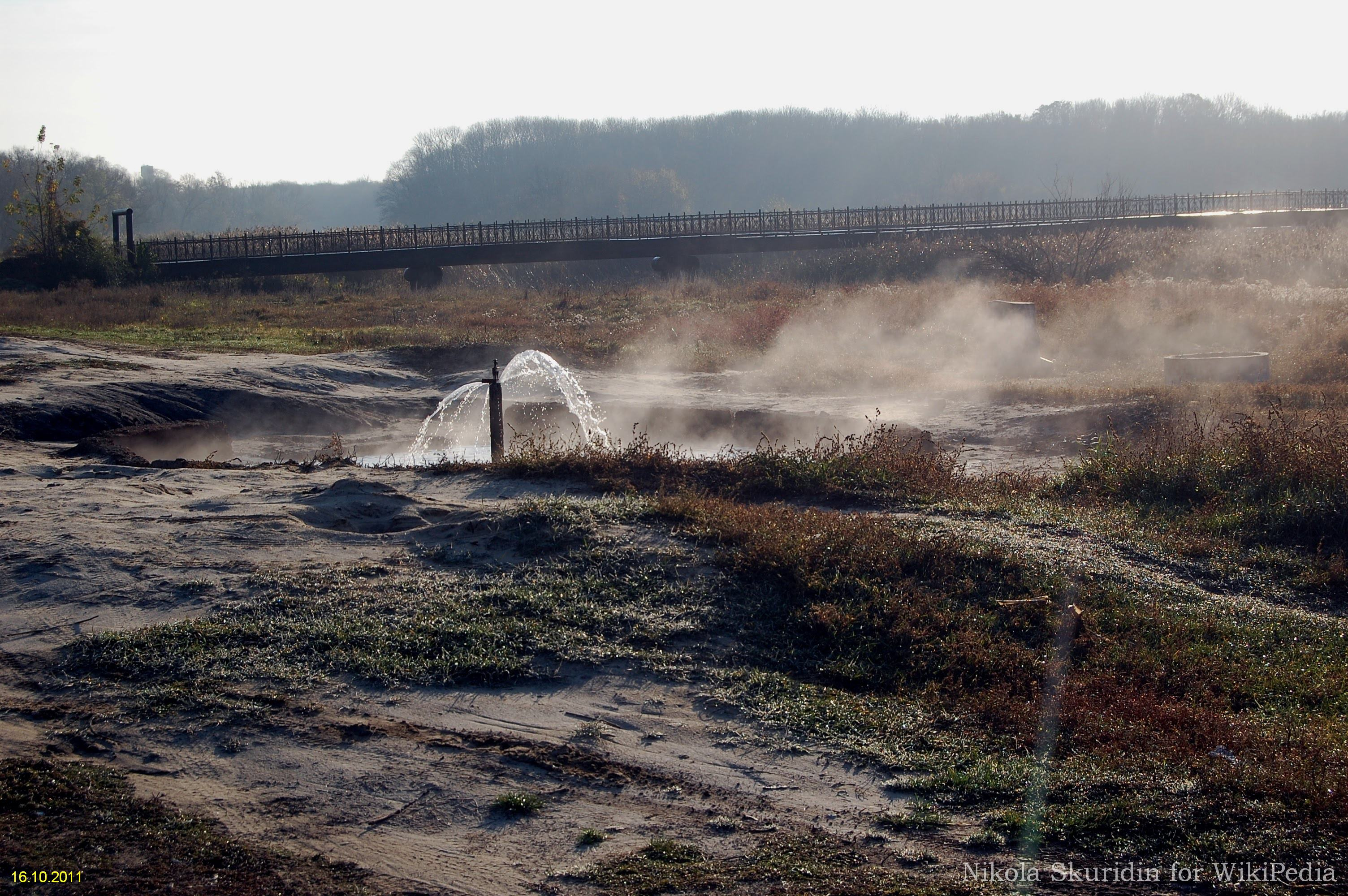
Джерело термальної мінеральної води «Сольонка»

В Айдарі є джерело термальної мінеральної води «Сольонка». Вода у цьому джерелі насичена сірководнем.

## Пам'ятки археології
На околицях Айдара досліджено поселення епохи бронзи, курган і 3 могильники з 11-ма курганами.

## Релігія
- Ніколо-Всіхсвятська церква

## Персоналії
- Брюховецький Володимир Петрович (* 1955) — заслужений тренер України з баскетболу.
- Єлизавета Жарікова (* 1989) — українська поетка, піаністка, співачка, авторка пісень.
- Наталія Леонідівна Шморгун— хормейстер зразкового хору «Сонечко», заслужений працівник культури України[13].
- Микола Іванович Драніщев — вчений-агроном, зав. кафедри землеробства Луганського аграрного університету.
- Любов Сергіївна Мандзюк — бандуристка, доцент кафедри народних інструментів України, ХНУМ імені І.Котляревського.
- Ждан Борис Нефодійович — хормейстер народного самодіяльного хорового колективу Новопсковського районного Будинку культури, Заслужений працівник культури Української РСР.
- Микола Іванович Шморгун — Герой Радянського Союзу.
- Жеребілов Дмитро Абрамович — Герой Радянського Союзу.

## Світлини

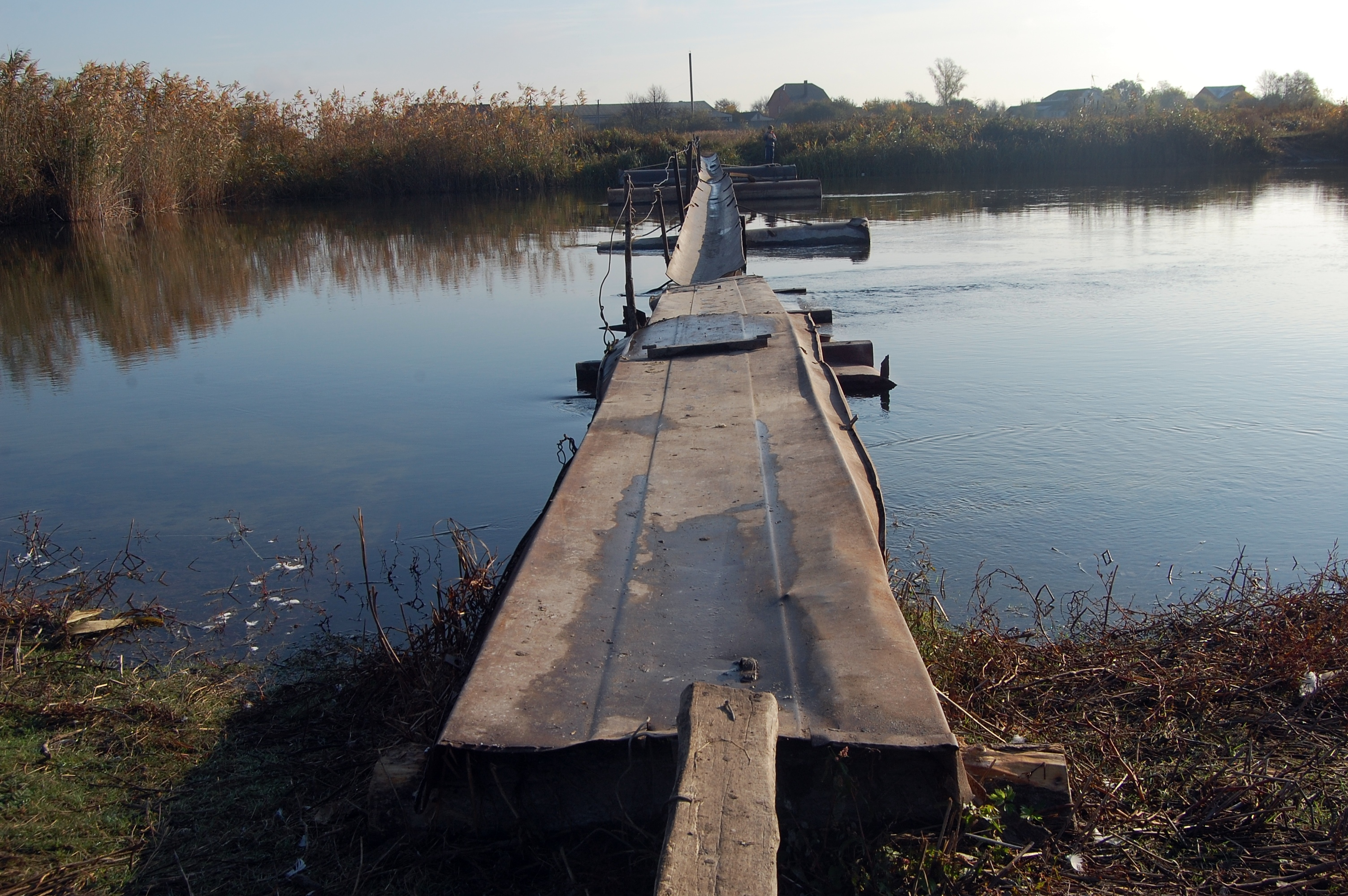
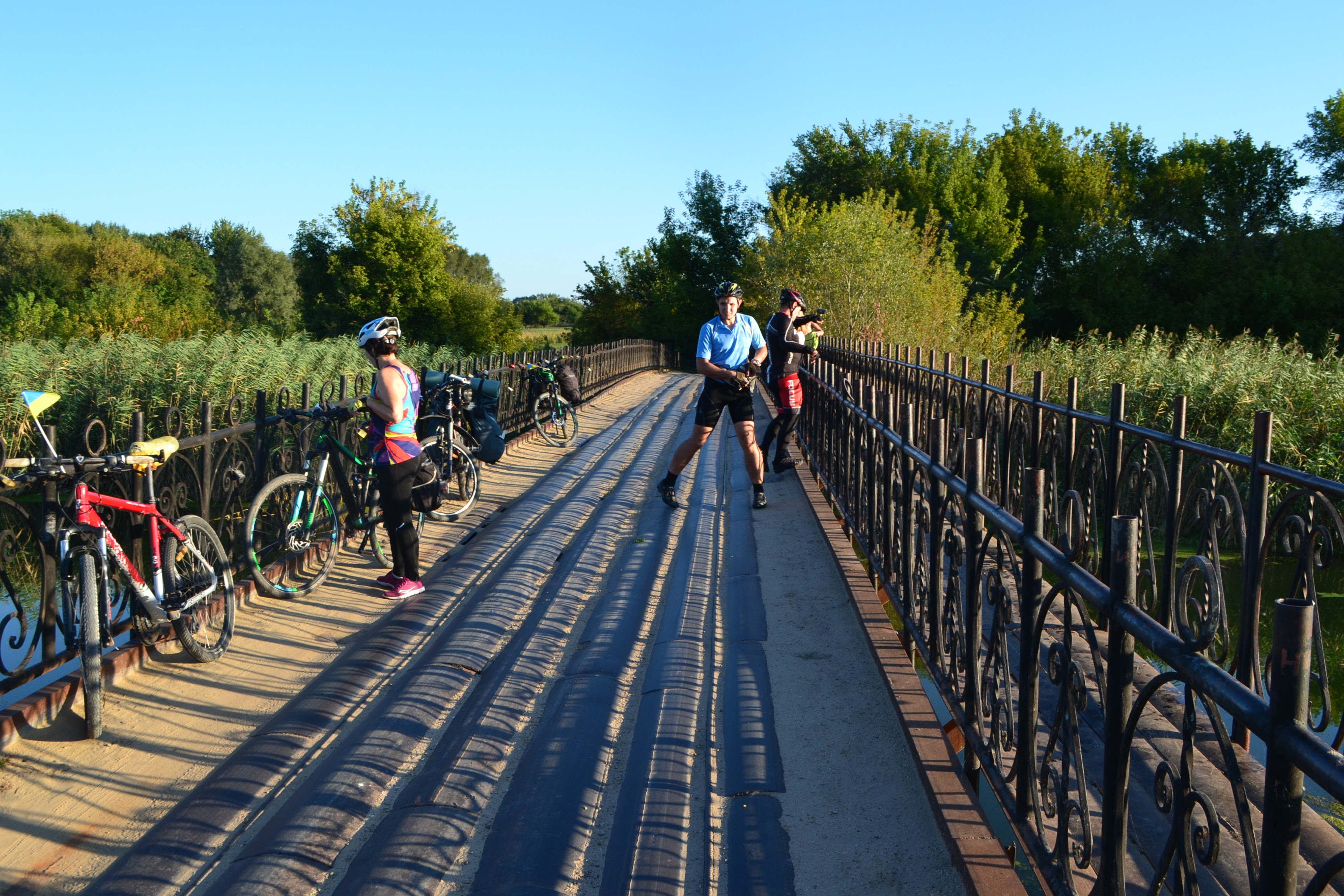
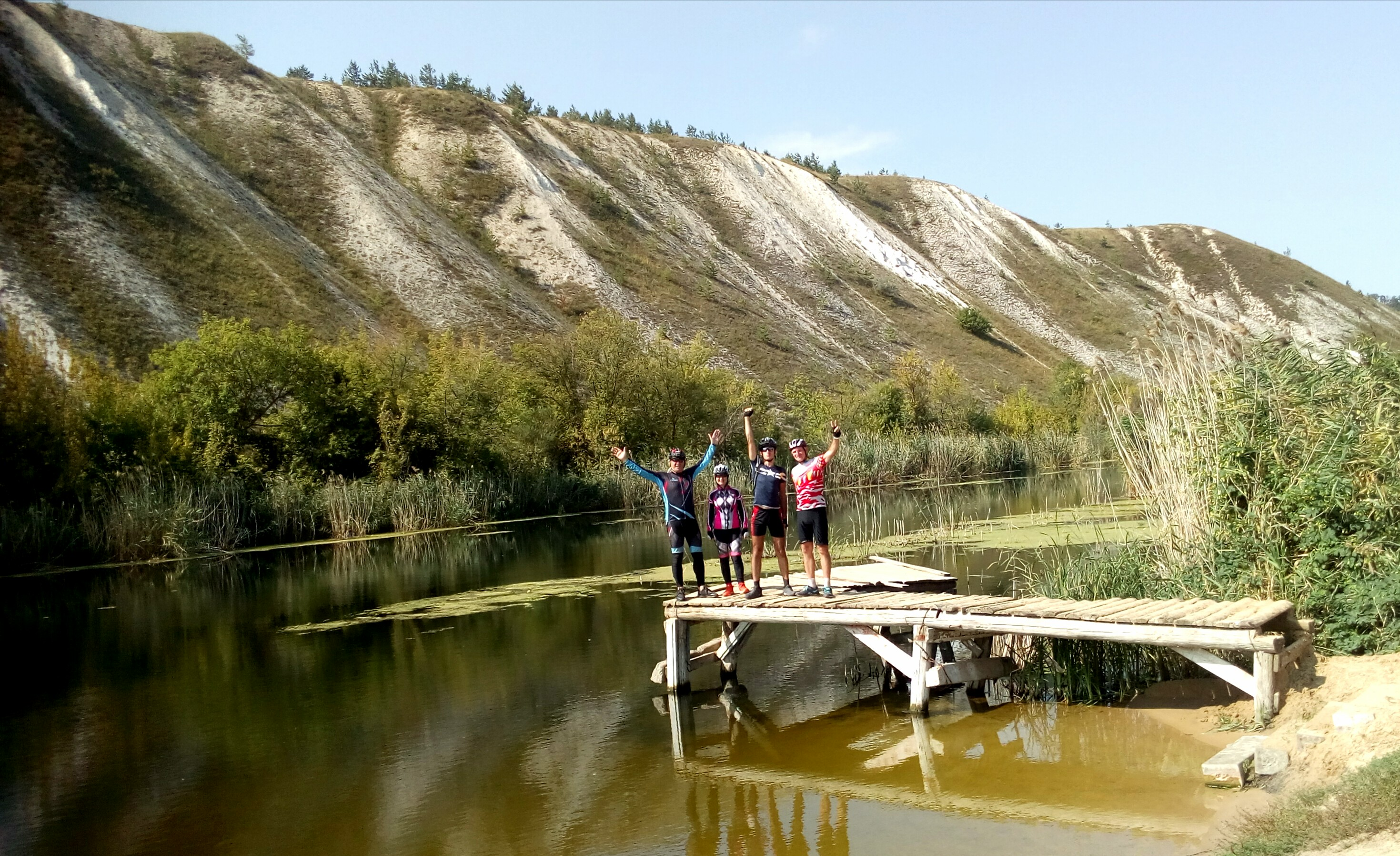
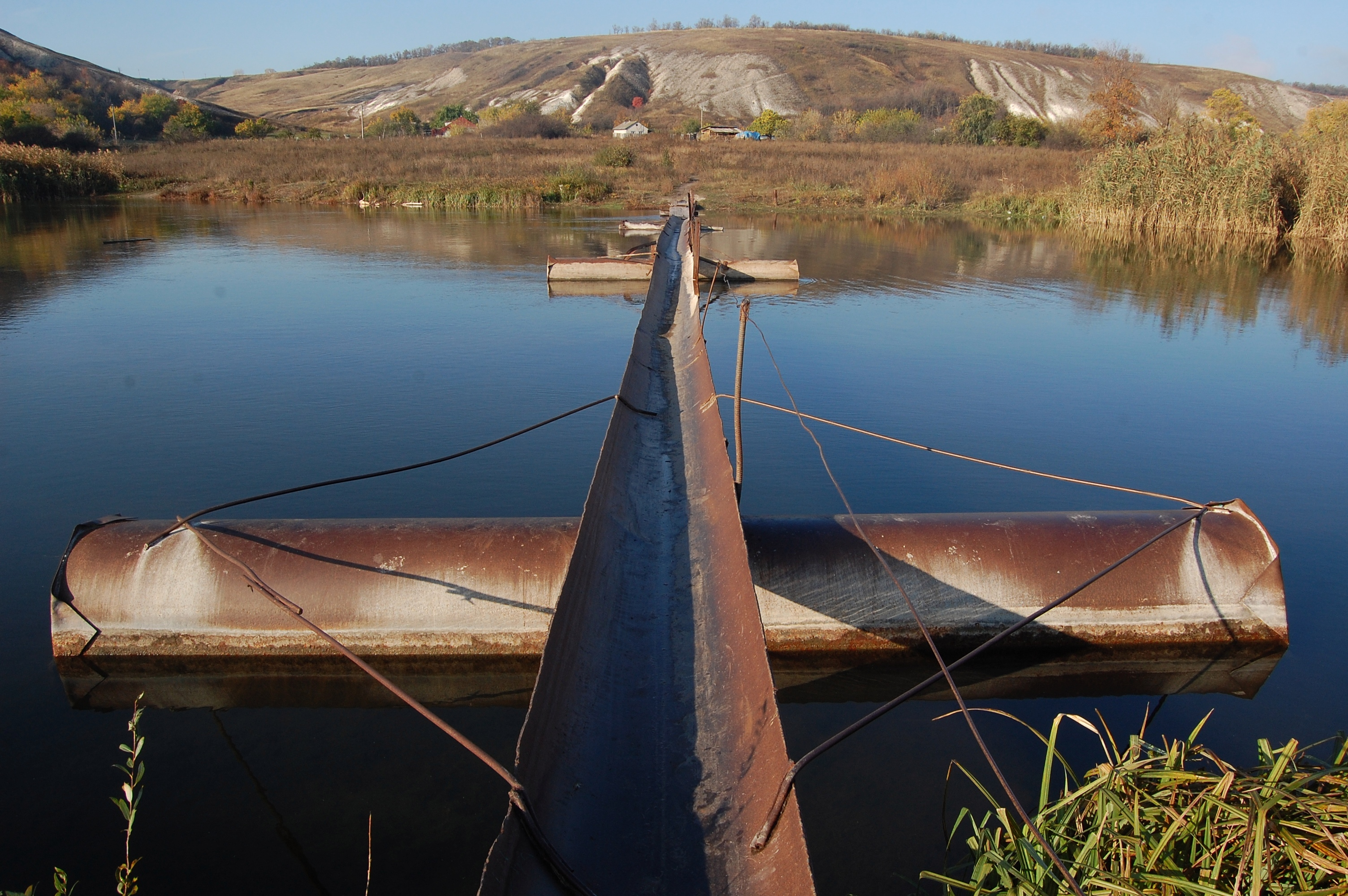
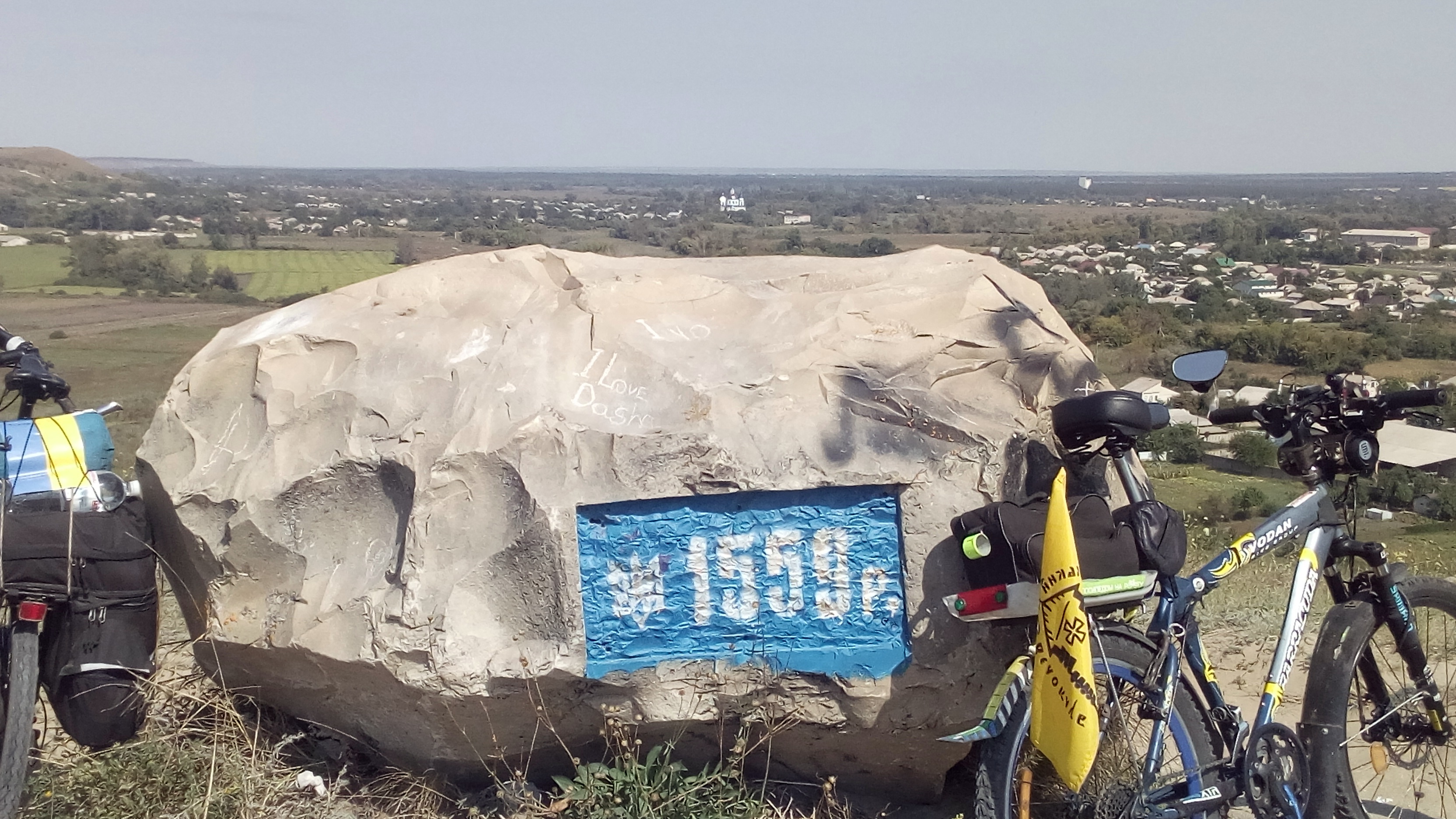

## Історико-краєзнавчий музей

Світлини
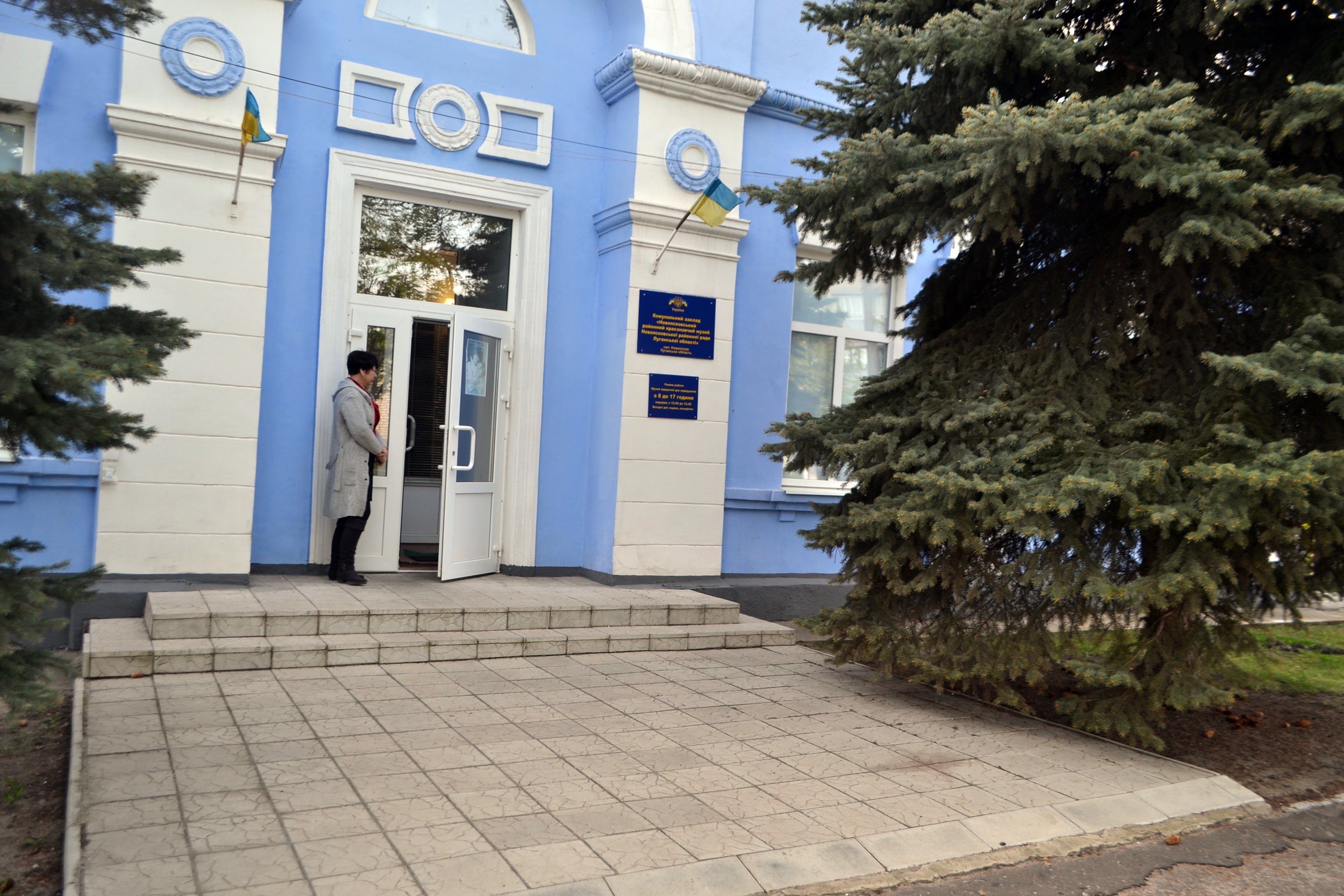
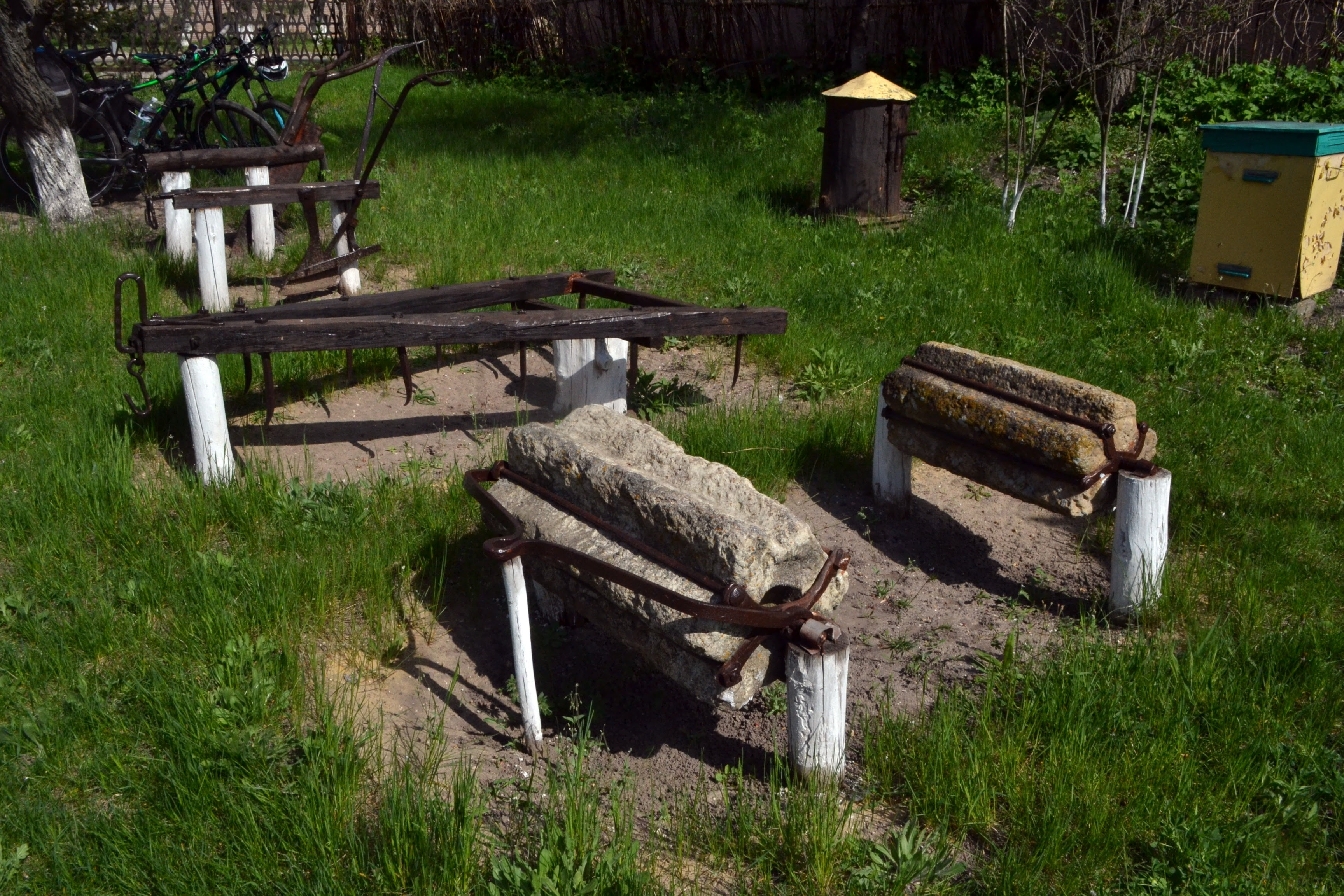
подвір'я
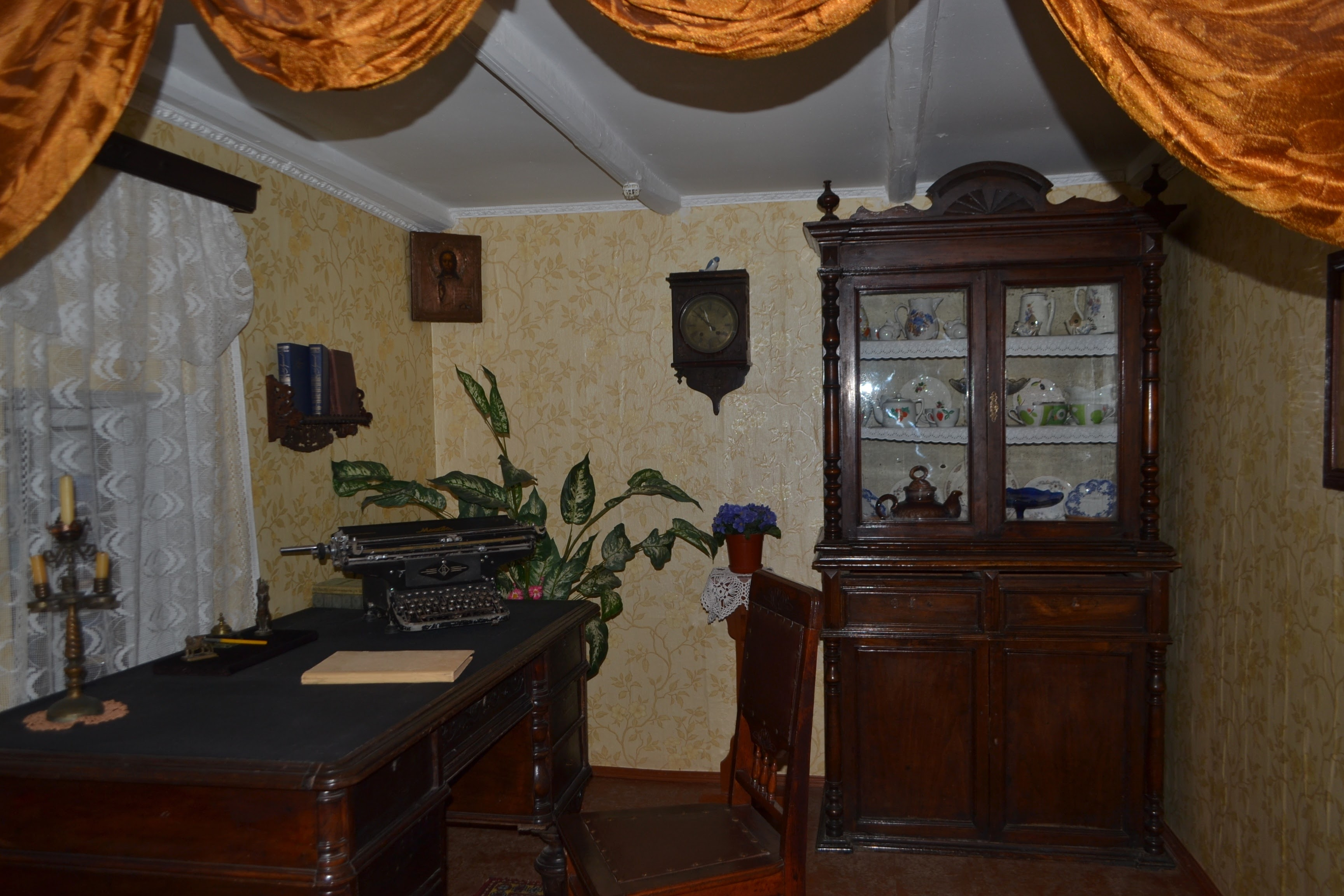
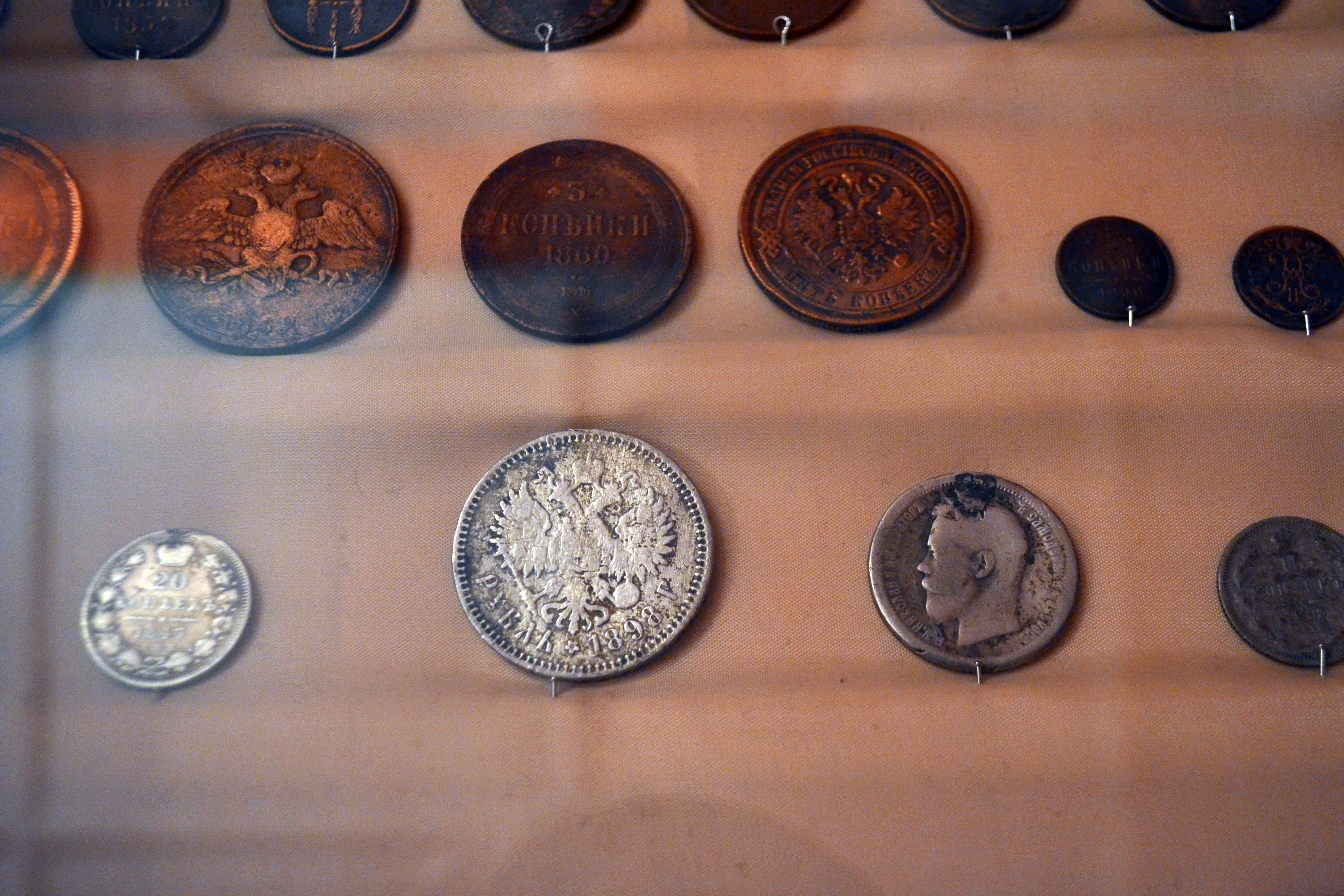
монети
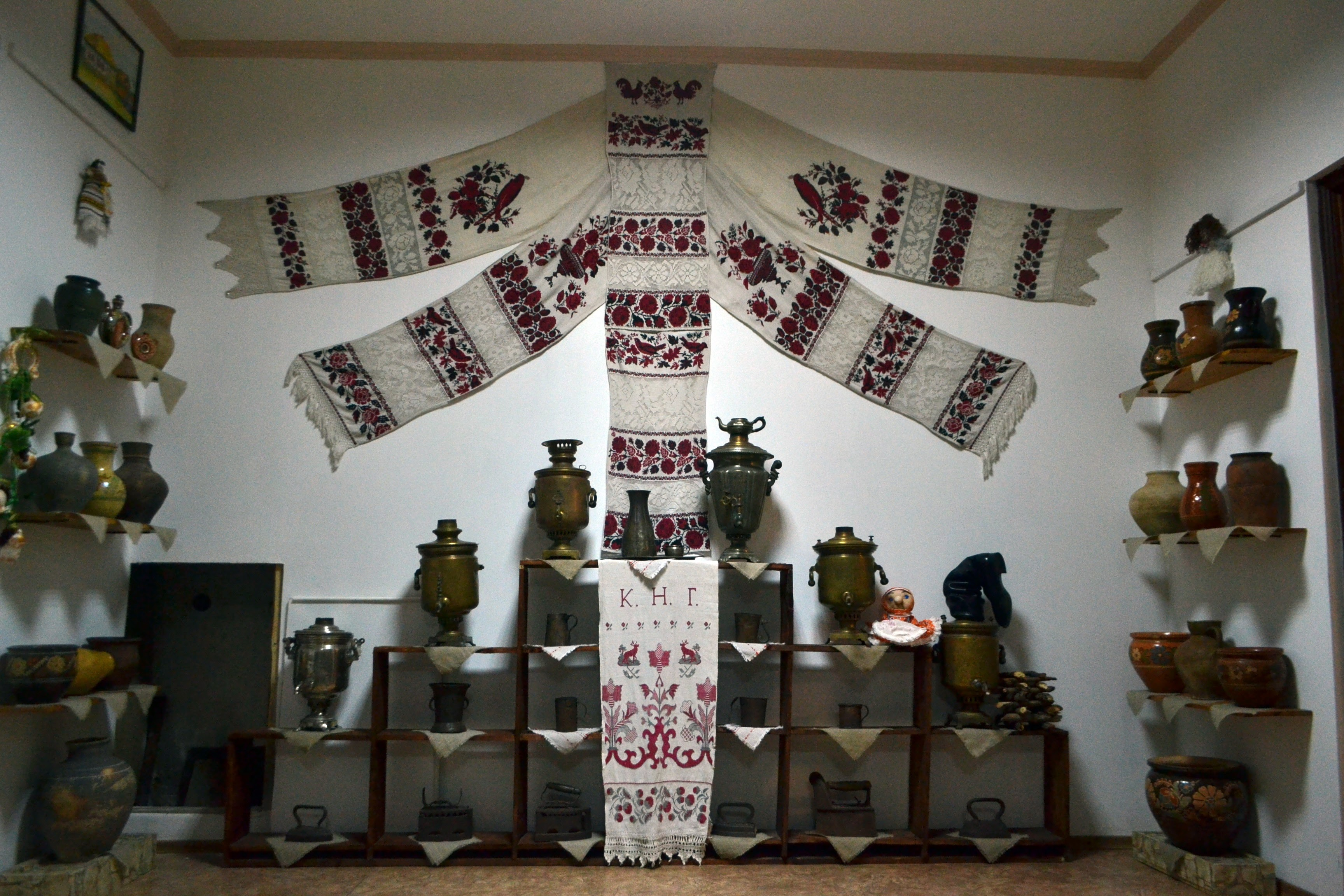
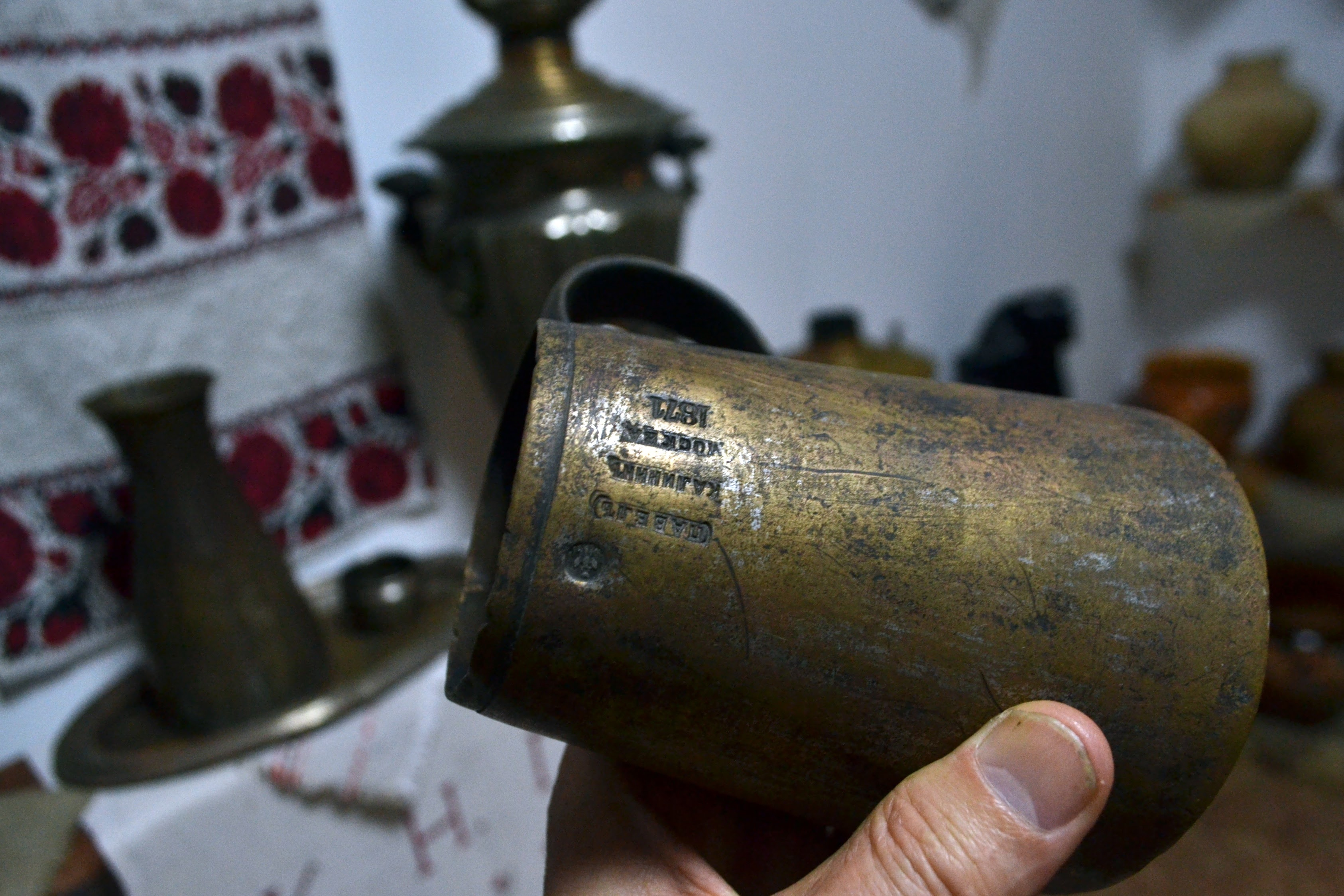